# Sabino de Bulgaria
Sabino (en búlgaro: Сабин) fue el gobernante de Bulgaria de 765-766.
Algunos estudiosos piensan que Sabino fue omitido de la Nominalia de los kanes de Bulgaria, porque era un eslavo, pero su nombre podría indicar un origen latino e incluso iraní. Estaba emparentado por matrimonio con Kormisosh, que era el suegro o el cuñado de Sabin. Dado que la relación es por matrimonio, Sabin no habría pertenecido en realidad al clan Vokil (= Ukil?).
Sabin ascendió al trono tras el asesinato de Telets en 765 y que representaba la parte de la nobleza búlgara que seguía una política de reconciliación con el Imperio bizantino. En consecuencia, rápidamente envió emisarios secretos al emperador Constantino V que había derrotado recientemente al predecesor de Sabino, Telets, tratando de restablecer la paz. Cuando las negociaciones fueron descubiertas, los búlgaros se rebelaron y realizaron una asamblea, en la que acusaron a Sabino de causar la esclavitud búlgara por los bizantinos.
Abandonado por sus partidarios, Sabino huyó a la bizantina Mesembria (Nesebar) en 766, desde donde se trasladó a Constantinopla. Allí fue recibido por el emperador, quien dispuso para el traslado de la familia de Sabino de Bulgaria. En 768, Sabino acompañó a Constantino V a las negociaciones con el nuevo gobernante de Bulgaria, Pagan, pero las palabras del emperador, en nombre del monarca anterior causaron mucha impresión. Sabin pasó el resto de su vida en el exilio.
En el xvii, Bulgaria del Volga compuso el Ya'far Tarij (una obra de autenticidad en disputa) representa a Sain (es decir, Sabino) como un usurpador, que había depuesto a Teles (es decir, Telets), y fue a su vez derrocado por suegro de este último Yumart (es decir, Umor).